# 岡山県道325号別所下長田線
岡山県道325号別所下長田線（おかやまけんどう325ごう べっしょしもながたせん）は、岡山県真庭市を通る一般県道である。

## 概要
蒜山地域を通る。

### 路線データ
- 起点：岡山県真庭市蒜山別所（岡山県道・鳥取県道115号常藤関金線交点）
- 終点：岡山県真庭市蒜山下長田（国道313号交点）
- 総延長：4.1 km

## 歴史
- 2023年（令和5年）7月21日 - 岡山県告示第371号により、国道313号北条湯原道路の旧道が廃止され、終点位置が変更となる[1]。

## 地理

### 通過する自治体
- 真庭市

### 交差する道路
| 交差する道路                      | 交差する場所 | 交差する場所 |
| --------------------------------- | ------------ | ------------ |
| 岡山県道・鳥取県道115号常藤関金線 | 蒜山別所     | 起点         |
| 国道313号 国道482号 重複          | 蒜山下長田   | 終点         |

### 沿線
- 蒜山
- 旭川